# François Urago
François Urago (* 16. Dezember 1904 in Vence; † 8. Juli 1975 in Nizza) war ein französischer Radrennfahrer und Unternehmer.

## Sportliche Laufbahn
Urago, dessen Familie aus Italien stammte, war im Straßenradsport aktiv. Von 1924 bis 1932 war er Unabhängiger. 1930 gewann er Nizza–Annot–Nizza, 1924 kam er dort auf den 2. Platz. 1925 siegte er beim Grand Prix d’Antibes, 1926 im Grand Prix Nizza und Grand Prix de Cannes. Dritter wurde er 1924 bei Marseille–Nizza. 1926 belegte er den 3. Platz in der nationalen Straßenmeisterschaft der Amateure.
Auf der Bahn wurde Urago 1930 und 1932 Dritter der nationalen Meisterschaft im Steherrennen.

## Berufliches
Seine Familie gründete ein Fahrradunternehmen mit 80 Beschäftigten, das er mit seinem Bruder gemeinsam führte. Die Rahmen der Rennräder wurden per Hand und zum Teil auf Bestellung individuell gefertigt. Alleinstellungsmerkmal wurde ein spezieller Rotton der Rahmen. Um im Falle einer Reifenpanne eine schnellere Reparatur zu gewährleisten, wurde 1960 ein Luftgenerator am Unterrohr des Fahrrads angebracht. 1955 wurde Urago Sportlicher Leiter im Radsportteam Urago–d’Alessandro. Später war sein Unternehmen Sponsor des Teams Gancia-Urago um René Binggeli und Willy Vannitsen.